# جوستوس سميث ستيرنز
جوستوس سميث ستيرنز (بالإنجليزية: Justus Smith Stearns)‏ هو شخصية أعمال أمريكي، ولد في 10 أبريل 1845 في Pomfret, New York ‏ في الولايات المتحدة، وتوفي في 14 فبراير 1933.